# Brenna Harding
Brenna Harding es una actriz australiana, más conocida por interpretar a Sue Knight en Puberty Blues.

## Biografía
Brenna es hija de madres lesbianas.

## Carrera
En el 2010 apareció como invitada en la serie australiana Packed to the Rafters donde interpretó a Georgia.
Su primer papel importante lo obtuvo en el 2012 cuando se unió al elenco principal de la serie Puberty Blues donde interpreta a Sue Knight, hasta ahora.
En agosto del 2015 se anunció que Brenna se había unido al elenco de la nueva miniserie política de seis partes The Secret City's, y se espera sea estrenada en marzo del 2016.
En el 2015 se unió al elenco de la serie A Place to Call Home donde dio vida a la enfermera Rose O'Connell, hasta el 2016.

## Filmografía

### Series de televisión
| Año         | Título                | Personaje      | Notas                   |
| ----------- | --------------------- | -------------- | ----------------------- |
| 2017        | Black Mirror          | Sara Sambrell  | episodio "Arkangel"     |
| 2015 - 2016 | A Place to Call Home  | Rose O'Connell | 22 episodios            |
| 2016        | The Code              | Alyse Baxter   | 4 episodios             |
| 2016        | Secret City           | Cassie         | 5 episodios - miniserie |
| 2012 - 2014 | Puberty Blues         | Sue Knight     | 17 episodios            |
| 2010        | Packed to the Rafters | Georgia        | 3 episodios             |
| 2009        | My Place              | Kath           | episodio "1928 Bridie"  |

### Películas
| Año  | Título        | Personaje | Notas |
| ---- | ------------- | --------- | --- |
| 2013 | The Turning   | -         | junto a Rose Byrne, Cate Blanchett, Alexander Soto Vasquez, Miranda Otto, Matthew Nable, Richard Roxburgh & Callan Mulvey |
| 2013 | The Road Home | Joven     | corto - junto a Elizabeth Blackmore, Maddi Newling & Kathleen Hoyos                                                       |
| 2011 | Shelling Peas | Amy       | corto - junto a Krew Boylan, Henry Nixon & Charlie Garber                                                                 |

## Premios y nominaciones
| Año  | Categoría                      | Premio               | Serie         | Resultado |
| ---- | ------------------------------ | -------------------- | ------------- | --------- |
| 2013 | Most Popular New Female Talent | Logie Award          | Puberty Blues | Ganadora  |
| 2013 | Most Outstanding New Talent    | Graham Kennedy Award | Puberty Blues | Nominada  |
| 2013 | Best Young Actor               | AACTA Award          | Puberty Blues | Nominada  |